# Dekanat Sanok II

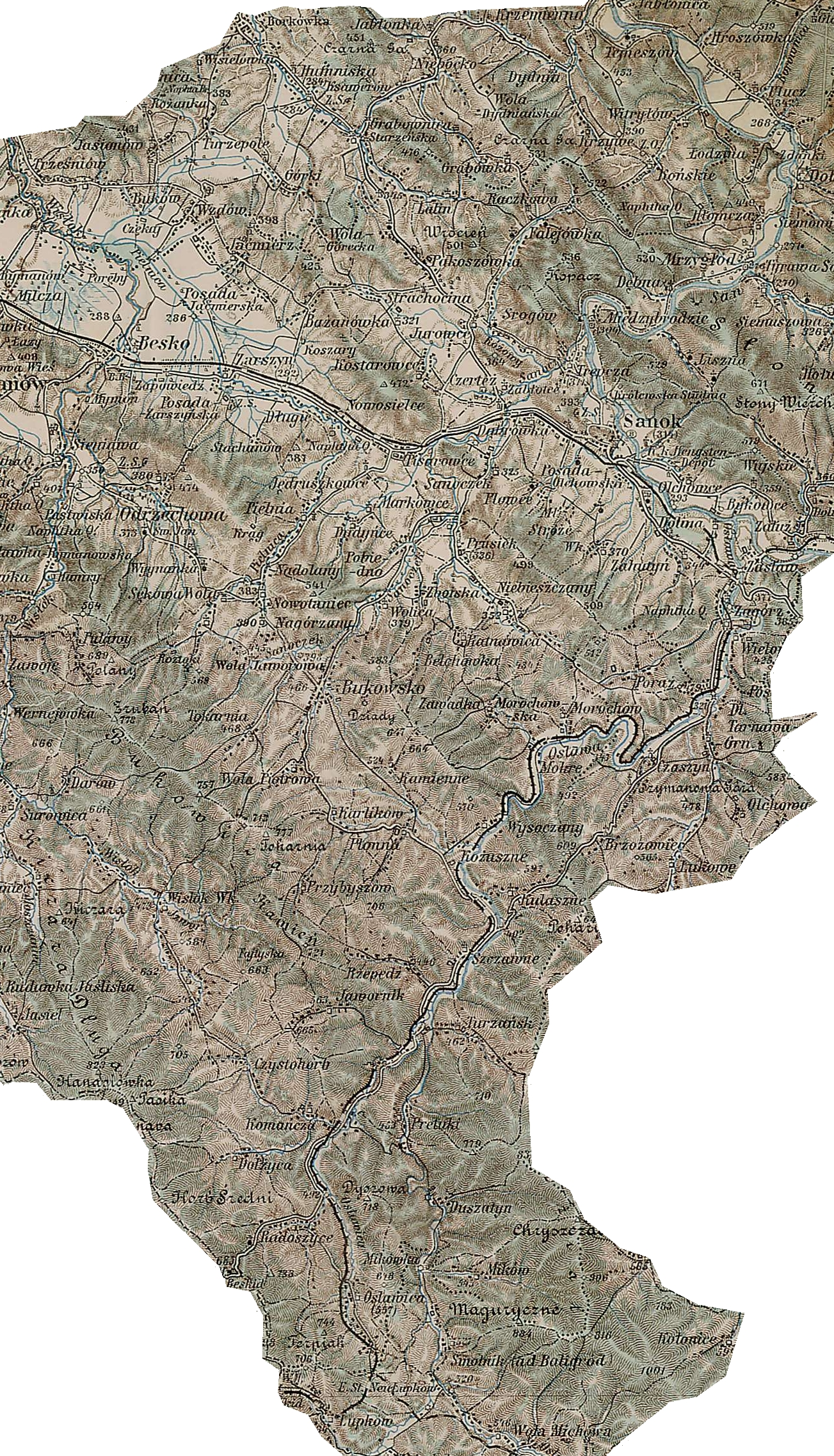
Zasięg dekanatu sanockiego w 1914

Dekanat Sanok II (łac. II. Decanatus Sanocensis, Dioeceseos ritus latini Premisliensis)  – jeden z dekanatów archidiecezji przemyskiej, w archiprezbiteracie sanockim.

## Historia
W 1594 roku decyzją synodu diecezjalnego został utworzony dekanat sanocki. W 1810 roku w skład dekanatu, znajdującego się w cyrkule sanockim wchodziły parafie: Sanok, Zagórz, Poraż, Niebieszczany, Bukowsko, Nowotaniec, Dudyńce, Zarszyn, Besko, Jasionów, Trześniów, Jaćmierz, Humniska, Grabownica, Dydnia, Strachocina.
W 1971 roku dekretem bpa Ignacego Tokarczuka dekanat został podzielony na: sanocki zachodni i sanocki wschodni, później dekanaty zostały przemianowane na sanocki I i sanocki II.
Duszpasterze dekanalni:
- dziekan – ks. Piotr Buk.
- wicedziekan – ks. Leszek Wałczyk.
- ojciec duchowny – ks. Józef Kasiak.
- duszpasterz rodzin – ks. Piotr Babiarz.
- duszpasterz młodzieży – ks. Andrzej Wójcik.
- duszpasterz służby liturgicznej – ks. Leszek Wałczyk.
- duszpasterz trzeźwości – ks. Edward Stawarz OMI.
- duszpasterz misji – ks. Jacek Chochołek.

## Parafie
- Niebieszczany – pw. św. Mikołaja
- Nowy Zagórz – pw. św. Józefa Rzemieślnika
- Poraż – pw. Matki Boskiej Gromnicznej
  - Mokre – kościół filialny pw. Miłosierdzia Bożego
  - Morochów – kościół filialny pw. św. Jana z Dukli
- Prusiek – pw. Najświętszej Maryi Panny Królowej Polski
  - Zboiska – kościół filialny pw. Zesłania Ducha Świętego
- Sanok (Olchowce) – pw. Wniebowstąpienia Pańskiego
  - Bykowce – kościół filialny pw. Niepokalanego Serca Najświętszej Marii Panny
  - Liszna – kościół filialny pw. św. Antoniego
- Sanok (Posada) – pw. Najświętszego Serca Pana Jezusa
- Tyrawa Wołoska – pw. św. Mikołaja
  - Hołuczków – kościół filialny pw. św. Paraskewii
  - Rakowa – kościół filialny pw. św. Jana Pawła II
  - Rozpucie – kościół filialny pw. Krzyża Świętego i Najświętszej Maryi Panny Królowej Polski
- Wujskie – pw. Świętych Kosmy i Damiana
  - Załuż – kościół filialny pw. Matki Bożej Nieustającej Pomocy
- Zagórz – pw. Wniebowzięcia Najświętszej Maryi Panny
  - Zagórz (Zasław) – kościół filialny pw. Miłosierdzia Bożego
- Zahutyń – pw. Najświętszej Maryi Panny Królowej Polski
  - Dolina (Zagórz) – kościół filialny pw. Narodzenia Najświętszej Maryi Panny i św. Eugeniusza de Mazenod

## Zgromadzenia zakonne
- Zahutyń – oo. Oblaci (1979)
- Sanok – ss. Służebniczki starowiejskie (1969)
- Zagórz – ss. Służebniczki starowiejskie (1986)
- Zagórz – oo. Karmelici bosi (1714–1831)